# 魔法使いくんとOLさん
『魔法使いくんとOLさん』（まほうつかいくんとおうえるさん）は、著者は刻田門大（ときた もんた）による漫画作品。月刊4コマ漫画雑誌「もえよん」（双葉社）及び「まんがタウンオリジナル」にて連載されていたストーリー4コマギャグ漫画である。

## 概要
“魔法使い”イシダとひょんなことで出会ったOL・リョーコの生活を描く4コマギャグ漫画で、「もえよん」2005年6月号（5月9日発売）より連載開始。不幸にも掲載誌「もえよん」は2005年8月号（7月9日発売）をもって休刊となってしまい、同誌での掲載回数はわずか3回に終わってしまったものの、刻田自身の人気によってか、同社の別雑誌「まんがタウンオリジナル」にて2005年10月号（8月20日発売）より連載が継続されていたが、2006年6月号（4月20日発売）をもって同誌における連載を終了した（全12話）。単行本は司書房より刊行（「むーびんぐガールズ」も収録）されていた。

## あらすじ
彼氏にフラれてヤケ酒をあおり、記憶も無いほどの状態で目覚めた朝、リョーコは奇妙な人物 (?) が彼女の布団にいることに気付く。イシダと名乗るその人物 (?) は「自分は魔法使いだ」と言い、リョーコと「血の契約」を交わしたと告げる。
この物語は、そんなイシダとリョーコを巡る日常を描くギャグストーリーである。

## 登場人物
沢崎 リョーコ（さわざき リョーコ）
OL。見た目は長い茶髪に大きめ眼鏡をかけた、やや釣り目の女性。自分をフッた彼氏をグーでぶん殴るほど性格がキツいが、家事は出来る。ヤケ酒で荒れた夜、ひょんなことからイシダと「血の契約」を交わしてしまう。イシダを他の人と接触させぬように大変な苦労をしている。
イシダ
魔法使い。見た目はローブを頭からすっぽり被り、目だけが無気味に光っている。力を加えられるとすぐにゲル状になって潰れてしまうが、謎のキノコによって回復する。何を食べるのかも不明。少なくとも、リョーコと同じものは食べない。魔法らしい魔法は使わないが、一切発言することなくリョーコと意思の疎通が出来る。性格は、いたってマイペースらしい。「血の契約」によって、リョーコのそばを離れられない。最終話において魔力が一時的に回復、長髪にマントをまとった裸の本来の姿に戻ったが、宿敵「魔導士タナカ」と戦った末に魔力を消耗し、再び元の姿に戻った。本来の姿はリョーコが見とれてしまうほど美形だった。
トーコ
リョーコの友人にして同居人。見た目は青いショートカットの女性。性格はリョーコの友人らしく、ゴキブリに机を投げつけるほど。家事は苦手。パックの切り身魚を指で押したときの感触が大好きで、ついつい押しまくってしまう。魚の切り身と同じ感触であるイシダを、気に入って受け入れてしまう。
山内（やまうち）
リョーコの会社の同僚。見た目は逆毛髪型に釣り眉、キレ目の男性。リョーコがフラれるたびに定時から終電までヤケ酒を付き合わされる一人。
 ??（姓名不詳）
リョーコの会社の同僚。髪をポニーテールにしている。リョーコの後輩にあたるらしく、敬語を使う（連載後期には作者の設定失念からタメ口となった）。また、少しエッチな性格。
主任
リョーコの会社の配属部署の主任。仕事が出来る方ではなく、虫の居所が悪いと部下に当り散らす。